# 運命の女 (1945年の映画)
『運命の女』（うんめいのおんな、スペイン語原題：Las abandonadas）は、1944年に製作され、1945年に完成・公開されたメキシコの映画である。エミリオ・フェルナンデスが監督、ドロレス・デル・リオとペドロ・アルメンダリスなどが出演している。

## キャスト
- マルガリータ・ペレス：ドロレス・デル・リオ
- フアン・ゴメス：ペドロ・アルメンダリス
- フリオ：ビクトル・フンコ（スペイン語版）

## スタッフ
- 監督：エミリオ・フェルナンデス
- 撮影：ガブリエル・フィゲロア （スペイン語版）
- 音楽：マヌエル・エスペロン （スペイン語版）
- 美術：マヌエル・フォンタナルス （英語版、カタルーニャ語版）

## 映画賞
- アリエル賞主演女優賞：ドロレス・デル・リオ